# Isla Diamante
Isla Diamante (en inglés: Diamond Island) es un islote de las Pequeñas Antillas, ubicada en el Mar Caribe, parte del archipiélago de las Granadinas. Pertenece al país de Granada y administrativamente hace parte de la Parroquia de Saint Patrick (Saint Patrick Parish) al norte de la isla principal de ese país, junto con las islas de Ronde y Caille (ambas al sur) y Les Tantes (al este). Mientras que más al norte se encuentra la más grande isla de Carriacou.